# Skull & Roses (Spiel)
Skull & Roses oder auch kurz Skull ist ein Karten- und Bluffspiel des französischen Spieleautors Hervé Marly, das im Jahr 2011 bei lui-même erschienen ist. Im Erscheinungsjahr wurde es in die  Empfehlungsliste des Spiel des Jahres aufgenommen; im selben Jahr erhielt es den französischen Spielepreis As d’Or – Jeu de l’Année und wurde bei der Wahl zum Japan Boardgame Prize auf den zweiten Platz gewählt.

## Thema und Ausstattung
Bei Skull & Roses versuchen die Spieler in der Rolle von Mitgliedern einer Rockergang, die Wahl zum Anführer der Truppe zu gewinnen. Durch ein Spiel mit speziellen Bierdeckeln soll dabei der beste Bluffer als Boss bestimmt werden. Gewinner ist der Spieler, der zuerst zwei Bluffrunden für sich entscheiden kann. Das Spielmaterial besteht neben einer Spielanleitung aus sechs Sets aus je einer Ablagekarte und vier doppelseitig illustrierten Bierdeckeln. Die Rückseiten der Bierdeckel sind identisch und je einer Bikergruppe zugeordnet, auf der Vorderseite haben drei ein Rosenmotiv und einer ist mit einem Schädel illustriert.

## Spielweise
Vor dem Spiel bekommt jeder Mitspieler ein Kartenset aus Ablagekarte und vier Bierdeckeln. Reihum legen die Spieler jeweils einen ihrer Bierdeckel verdeckt auf ihre Ablagekarte. Nachdem alle Spieler je eine Karte liegen haben, darf nun jeder Spieler bei seinem Zug überlegen, einen weiteren Bierdeckel verdeckt abzulegen oder eine Herausforderung zu starten. Hat ein Spieler zu Beginn seines Zuges keinen Deckel mehr zur Verfügung, muss er eine Herausforderung starten.
Bei einer Herausforderung nennt er die Anzahl an Karten, die seiner Meinung nach aufdecken kann, bis so viele Deckel offen ausliegen, wie er geboten hat. Gelingt ihm das, dreht er seine Ablagekarte um und hat einen Punkt erhalten. Dreht er allerdings einen Schädel um, bevor er seine Wette einhalten kann, muss er einen eigenen Bierdeckel verdeckt abgeben und startet die nächste Runde mit einem Deckel weniger. Handelt es sich beim Aufdecken um einen eigenen Schädel, darf er die abzugebene Karte selbst bestimmen, war es der Schädel eines Mitspielers zieht dieser einen zufälligen Deckel und legt ihn ungesehen weg.
Hat ein Spieler keinen Deckel mehr, scheidet er aus. Das Spiel endet, sobald ein Spieler seine Ablagekarte zum zweiten Mal umdreht und somit seine zweite Runde gewonnen hat. Dieser Spieler gewinnt das Spiel.

## Versionen und Rezeption
Das Spiel wurde von dem französischen Spieleautor Hervé Marly entwickelt und erschien 2011 bei dem Verlag lui-même als „black“ und „red edition“ auf Französisch, Englisch, Deutsch, Spanisch und Niederländisch. 2013 kam eine zweite Auflage unter dem Namen Skull von lui-même gemeinsam mit Asmodee auf den Markt, auf Polnisch erschien es bei Granna unter dem Namen Gringo und 2017 ebenfalls als Skull. Weitere Ausgaben folgten ab 2017 auf Portugiesisch, Ungarisch, Chinesisch, Tschechisch und Slowakisch, Italienisch, Koreanisch, Thailändisch und Arabisch.
Das Spiel wurde im Erscheinungsjahr in die Spiel des Jahres – Empfehlungsliste des Spiel des Jahres aufgenommen und erhielt den französischen Spielepreis As d’Or – Jeu de l’Année, zudem wurde es bei der Wahl zum Japan Boardgame Prize auf den zweiten Platz gewählt.
In der Beurteilung der Jury zum Spiel des Jahres hieß es:

„Das Bluffspiel, das sich im Innern des Kartons verbirgt, wirkt auf Zocker wie ein Lebenselixier.“

Udo Bartsch gab dem Spiel in seinem Blog „Rezensionen für Millionen“ fünf Sterne und ordnete es als „reizvoll“ ein. Er schrieb:

„Was taugt es? In der richtigen Runde sehr viel. Es sollten besser viele als wenige Leute mitspielen und sie sollten Spaß daran haben, einander hereinzulegen, auf die falsche Fährte zu führen, schamlos zu lügen und dabei jede Menge Unsinn zu labern. Nach meiner Beobachtung finden eher Männer als Frauen daran Gefallen. Was aber nichts über den Charakter aussagt. Schließlich ist es nur ein Spiel. Wir Männer können da bestens differenzieren.“

## Belege
1. 1 2 3 4 5  Skull. (PDF; 1,0 MB) Spielanleitung. In: lui-même. Abgerufen am 27. Februar 2022.
2. ↑  Skull, Versionen bei BoardGameGeek. Abgerufen am 27. Februar 2022.
3. 1 2  Skull & Roses auf der Website des Spiel des Jahres e.V.; abgerufen am 27. Februar 2022.
4. ↑  Udo Bartsch: Skulls & Roses, Besprechung auf Rezensionen für Millionen, 23. APRIL 2011; abgerufen am 27. Februar 2022.